# Casa Branca
Casa Branca este un oraș în São Paulo (SP), Brazilia.